# Dinero fiduciario

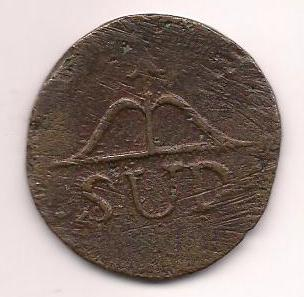
Una de las monedas fiduciarias de cobre de ocho reales acuñadas por José María Morelos, las cuales serían cambiadas por otras del mismo valor facial pero de plata tras la consumación de la Independencia de México. México logró independizarse de España pero las monedas emitidas por el insurgente nunca fueron cambiadas a quienes las tenían en su poder.

El dinero llamado fiduciario (del latín fiduciarĭus, de fiducĭa, 'confianza' y esta a su vez de fides, 'fe') es la moneda utilizada en las transacciones comerciales gracias a la confianza de pago de la entidad emisora ya que, al carecer de valor intrínseco, el emisor debe liquidarla con los bienes de valor que la respaldan.
Este sistema monetario se utilizó en el siglo XI en China, siendo responsable de la expansión de las dinastías Yuan y Ming. Asimismo realizaron la invención del papel dónde aparecieron los primeros billetes certificados legalmente, por lo tanto el valor es equivalente a una cantidad determinado de oro, que se deposita en el banco, esto se denomina patrón oro. La era contemporánea del dinero fiduciario comenzó con el Nixon Shock de 1971, mismo año en que terminó el sistema patrón oro de respaldo en metales preciosos del dólar estadounidense, que había sido establecido según los Acuerdos de Bretton Woods. Con ello inició también la fluctuación de las divisas, que basan su valor en relación con el valor de las demás.
El dinero mercancía basa su valor en la existencia de una contrapartida en oro, plata o cualquier otro metal noble o valores. En cambio, las monedas y billetes fiduciarios tienen valor debido a su declaración como dinero por el estado, y también en el crédito y la confianza de su futura aceptación por otros bienes. Sin esta declaración, la moneda no tendría valor. El dinero fiduciario sería entonces tan poco valioso como el pedazo de papel en el que está impreso.
Un billete actual es una clara representación de dinero fiduciario, por cuanto intrínsecamente carece de valor. Su valoración viene dada por la autoridad monetaria que lo emitió, que respalda su aceptación para intercambio de bienes entre los sujetos que la aceptan.

## Dinero fiat
El dinero por decreto o dinero fiat  (del latín hágase, como en fiat lux, hágase la luz) es una forma de dinero fiduciario caracterizado por el respaldo del Estado. Frecuentemente este término se utiliza de forma intercambiable con el de dinero fiduciario, ya que el dinero fiduciario suele ser frecuentemente también fiat, sin embargo los términos no son equivalentes y el matiz puede ser necesario. El elemento esencial para que una moneda pueda considerarse dinero fiat es su uso obligatorio en una jurisdicción por imposición de una ley de curso legal o ley de curso forzoso. En un informe del Banco Central Europeo publicado en febrero de 2015 el dinero fiat es definido como «aquel dinero establecido por un gobierno para enfocar una economía hacia un cierto medio de intercambio (p. ej. el euro, dólar o yen, entre otros)».

## Origen del dinero fiduciario
Históricamente el dinero era una mercancía con valor intrínseco y las monedas valían su peso en el metal que estaban fundidas. En un paso posterior, las monedas contenían un metal noble y su valor era proporcional a la cantidad de metal que contenían, luego, las monedas se hacían con otros metales (no nobles) pero que representaban cierta cantidad de plata u oro depositada en los bancos. Con la invención del papel moneda, aparecieron las primeras formas de billetes que eran certificados por cierta cantidad de oro, llamándose a esta relación «patrón oro». Tras la Segunda Guerra Mundial se acordó el uso del dólar estadounidense como moneda de referencia a nivel global, garantizándose su respaldo en oro, pero el patrón oro quiebra en 1971, en un episodio conocido como «Nixon Shock» por lo que el dólar pasó a convertirse en un elemento fiduciario, convirtiéndolo así en dinero fiat, sin valor intrínseco pero con un valor en bienes asegurado por la vía legal.

## Ventajas y desventajas
Una de las ventajas de la moneda fiduciaria es que no está respaldada por un único recurso escaso como el oro sino que es respaldada en general por todos los bienes de valor de una economía.